# Ґлувіна
Ґлувіна (пол. Główina) — село в Польщі, у гміні Брудзень-Дужий Плоцького повіту Мазовецького воєводства.
Населення — 352 особи (2011).
У 1975-1998 роках село належало до Плоцького воєводства.

## Демографія
Демографічна структура станом на 31 березня 2011 року:
|          | Загалом | Допрацездатний вік | Працездатний вік | Постпрацездатний вік |
| -------- | ------- | ------------------ | ---------------- | -------------------- |
| Чоловіки | 176     | 44                 | 117              | 15                   |
| Жінки    | 176     | 36                 | 108              | 32                   |
| Разом    | 352     | 80                 | 225              | 47                   |